# 蒂黑
蒂黑（波蘭語：Tychy，發音：[ˈtɨxɨ] ⓘ）是波兰西里西亚省的一座城市，位於卡托维兹以南約20公里處，以釀製啤酒聞名於世。汽車工業亦非常蓬勃，1975年首建汽車工廠，至1992年被快意收購，該工廠於2018年的年產量約50萬輛。

## 画廊和博物馆
- 亨利克-扬-多米尼亚克微缩模型博物馆[3][4][5]

## 友好城市
- 義大利 卡西諾
- 德国 馬爾燦-黑勒斯多夫
- 德国 奧伯豪森
- 瑞典 胡丁厄

來源：